# اسکیلورا
اسکیلورا (به لاتین: Skylloura) یک منطقهٔ مسکونی در قبرس شمالی است که در ناحیه لفکوشا واقع شده‌است. اسکیلورا ۹۵۳ نفر جمعیت دارد.